# اللوز المر

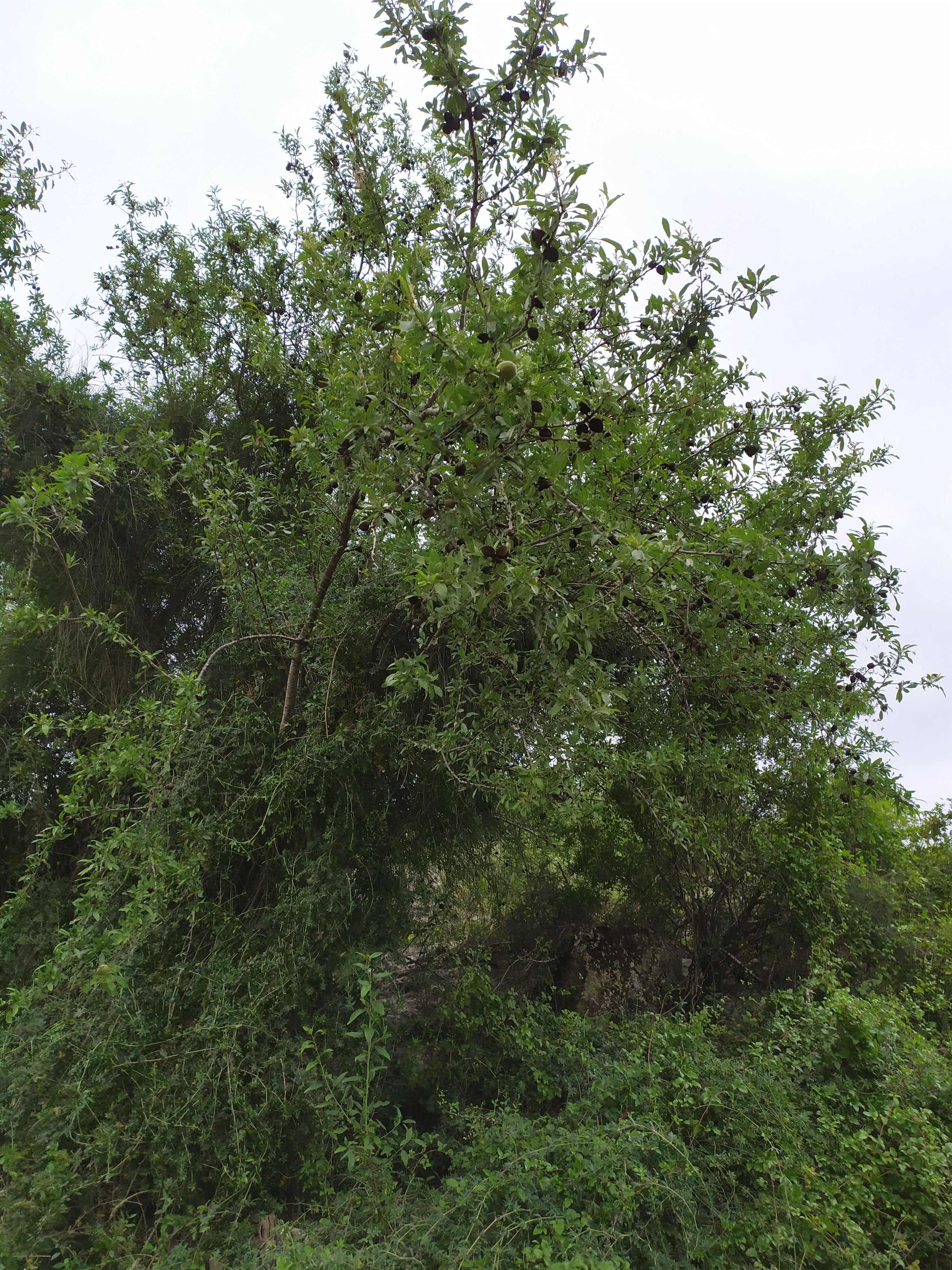
أشجار اللوز المر الجبلي

يوجد اللوز المر بكمياتٍ قليلةٍ أيضًا في أشجار اللوز العادية، فهي تكون عريضة أكثرا وأقصر في الطول. وهي من فصيلة الخوخ، وتشترك معها أنوية المشمش وأنوية الخوخ، وأنوية الكريز. تلك الأنوية يكون طعمها مراً ولا تؤكل ومثلها مثل اللوز المر.

## محتوياته
واللوز المر وأنوية الخوخ والمشمش لا تؤكل إلا بعد تحميصها. إذ أنه يحتوي بنسبة 3% إلى 5% على أميغدالين (Amygdalin) وهي مادة تتحول عن طريق الهضم إلى سيانيد الهيدروجين وهذه مادة سامة.
بعد تحلل أميغدالين تتكون مادة اللوز المر بمقدار 1 مليجرام سيانيد الهيدروجين في كل حبة لوز. سيانيد الهيدروجين هو مادة سامة. لهذا وجب أن لا نأكل اللوز المر.

## سميته
إن سيانيد الهيدروجين مادة سامة شديدة، ولكن بسبب تطايرها ديز العلوحساسيتها للحرارة فيمكن تحضير مأكولات من اللوز العادي ويكون فيه بضعة حبوب من اللوز المر يكون بعد التسخين صالحا للأكل، حيث يكون محتواه من سيانيد الهيدروجين قد أصبح قليلا.
تكمن الخطورة في أكل اللوز المر من دون تسخينه أو تحميصه، حيث أن حمض سيانيد الهيدروجين يتكون في المعدة.
ويكون هذا خطرا على الأطفال بصفة خاصة.

## تواجده
يوجد سيانيد الهيدروجين في ثمار من صنف خوخ (جنس)، ومنها أنوية الخوخ وبكميات قليلة في أنوية كريز والقراصيا. ويجب التعامل مع تلك الأنوية كمعاملة اللوز المر، أي تحميصها قبل الأكل أو قبل صناعة حلوى وكعك منها.
اشجار اللوز تحمل احيانا لوزات مرة، وهي تشبه حبات اللوز الحلو ويصعب التفرقة بينها. تكون كمياتها نحو 2% وهي بذلك لا تشكل خطرا على الصحة.
```
تزرع أشجار اللوز المر خصيصا في حقول خاصة، وتزرع بغرض الحصول على زيت اللوز المر. ومن هذا اللوز تُـزال ُ مركبات سيانيد الهيدروجين المرة.
```

## استخداماته
يستعمل اللوز المر في أوروبا لصناعة بعض أنواع الكيك حيث يكون الطعم المر طفيفا مرغوبا فيه.
كما يمكن عمل الكيك ليس باللوز المر نفسه وانما بزيته. هذا الزيت يحتوي على الطعم المر المراد ولكنه خالي من سيانيد الهيدروجين.

## اقرأ أيضا
- اللوز
- سيانيد الهيدروجين